# Hylaeora eucalypti
Espèce
Synonymes
- Hylaeora eucalyptus Stretch, 1875[1]
- Hyleora sphinx R. Felder, 1874[1]
- Sorama inclyta Walker, 1862[1]

Hylaeora eucalypti est une espèce de papillons de la famille des Notodontidae et de la sous-famille des Notodontinae.
On le trouve dans la moitié Sud de l'Australie, dont l'Australie-Méridionale, le Victoria, la Nouvelle-Galles du Sud et la Tasmanie.
La chenille se nourrit sur les Eucalyptus.